# Чокор, Франц Теодор
Франц Теодор Чокор (нем. Franz Theodor Csokor; 6 сентября 1885 — 6 января 1969) — австрийский писатель, романист и переводчик, крупнейший драматург Австрии XX века. 

## Биография
Родился в Вене в семье врача. Дебютировал в литературе в 1910 году, напечатав на собственные средства драму «Лоренцино». В раннем его творчестве заметно влияние Стриндберга, Ведекинда, Верфеля. В 1913 году Чокор в течение полугода стажировался в качестве помощника режиссёра в театре Комиссаржевской. В это время он познакомился с Николаем Евреиновым. В 1920 году перевёл его комедию «Кулисы души». В 1926 году по мотивам драмы Бюхнера написал пьесу «Воццек». 
Успех Чокору принесла пьеса о развале Австро-Венгерской империи «3 ноября 1918» (1936). В 1938 году он получил премию Франца Грильпарцера. 
В 1938—1946 годах находился в антифашистской эмиграции, жил в Польше, с началом бомбардировки Варшавы в 1939 году бежал в Румынию, затем — через Югославию в Италию. После окончания войны вернулся в Австрию. В 1947 году стал президентом австрийского отделения ПЕН-клуба.
На материале древней истории и мифологии создал пьесы «Калипсо» (1944), «Пилат» (1946) и «Вдова Цезаря» (1953), которые составили трилогию «Олимп и Голгофа». В 1955 году написал роман «Ключи от бездны», в этом же году стал лауреатом Государственной премии Австрии по литературе.
В 1959 году написал пьесу «По течению», посвящённую австрийскому художнику Альфреду Кубину. Последним его пьесами стали «Кесари межвременья» (1965) и «Александр» (1969). 
Одним из друзей драматурга был скульптор Иван Мештрович. 

## Признание и награды
- 1937 — Золотой лавр Варшавской академии словесности; Золотой крест Заслуги (Польша); Почётное кольцо Бургтеатра
- 1938 — Премия Франца Грильпарцера[нем.]
- 1953 — Литературная премия Вены[нем.]
- 1955 — Почётное кольцо города Вены; Государственная премия Австрии[англ.] по литературе
- 1960 — «Золотое перо» (Golden Pen)
- 1961 — почётный член венского пресс-клуба «Конкордия»
- 1965 — Австрийский почётный знак «За науку и искусство»

В 1975 именем драматурга была названа улица в Вене. В 1994 году в его честь в Австрии была выпущена почтовая марка.

## Сочинения
На русском языке опубликованы пьесы Ф. Т. Чокора:
- Георг Бюхнер (перевод Е. Маркович)
- По течению (перевод С. Е. Шлапоберской)
- Кесари межвременья (перевод А. В. Карельского)
- Александр (перевод И. Е. Бабанова)